# Такэмия, Ююко
Ююко Такэмия (яп. 竹宮ゆゆこТакэмия Ююко) — японская писательница, автор ранобэ и манги. В литературе Ююко Такэмия дебютировала в сентябре 2004 года серией ранобэ Watashitachi no Tamura-kun (яп. わたしたちの田村 Наш Тамура-кун). Первый том романа был опубликован осенью 2004 года журналом Dengeki HP, а позднее он и его продолжение Watashitachi no Tamura-kun 2 выходили уже в виде отдельных книг. Но наибольший успех Ююко Такэмии принесла её следующая работа: серия ранобэ Торадора! (яп. とらドラ! ТораДора!), первый том которой был опубликован в 2006 году. Помимо ранобэ, Ююко Такэмия является также автором манги по мотивам собственных произведений, сценариев к видеоиграм и аниме.
В настоящее время Ююко Такэмии регулярно сотрудничает с художником-иллюстратором Ясу, создателем графики к большинству её ранобэ и манги.

## Работы

### Ранобэ
Серия «Наш Тамура-кун»
Статус: публикация завершена.
- Watashitachi no Tamura-kun (わたしたちの田村くん, рус. Наш Тамура-кун) журнальная публикация Dengeki HP (2004 г.)
  - Watashitachi no Tamura-kun ISBN 4-8402-3066-8 (июнь 2005 г.)
  - Watashitachi no Tamura-kun 2 ISBN 4-8402-3152-4 (сентябрь 2005 г.)

Серия «ТораДора!»
Статус: публикация завершена.
- Toradora! (とらドラ!, рус. ТораДора!) публикация Dengeki Bunko
  - Toradora! ISBN 4-8402-3353-5 (10 марта 2006 г.)
  - Toradora 2! ISBN 4-8402-3438-8 (10 мая 2006 г.) В издание была также включена дополнительная глава-spin-off (ветвление сюжета): «Легенда о Карманном Тигре, приносящем счастье»
  - Toradora 3! ISBN 4-8402-3551-1 (10 сентября 2006 г.)
  - Toradora 4! ISBN 978-4-8402-3681-2 (10 января 2007 г.)
  - Toradora Spinoff! «Ураган счастья цвета лепестков сакуры» ISBN 978-4-8402-3838-0 (10 мая 2007 г.)
  - Toradora 5! ISBN 978-4-8402-3932-5 (10 августа 2007 г.)
  - Toradora 6! ISBN 978-4-8402-4117-5 (10 декабря 2007 г.)
  - Toradora 7! ISBN 978-4-04-867019-7 (10 апреля 2008 г.)
  - Toradora 8! ISBN 978-4-04-867170-5 (10 августа 2008 г.)
  - Toradora 9! ISBN 978-4-04-867265-8 (10 октября 2008 г.)
  - Toradora Spinoff 2! «Тигр, осень и лишний жир» ISBN 978-4-04-867459-1 (7 января 2009 г.)
  - Toradora 10! ISBN 978-4-04-867593-2 (10 марта 2009 г.)
  - Toradora Spinoff 3 «Полюбуйтесь на мой бэнто» ISBN 978-4-04-868456-9 (10 апреля 2010 г.)

Серия «Золотая пора»
Статус: публикация завершена.
- Golden Time (ゴールデンタイム, рус. Золотая пора) публикация Dengeki Bunko
  - Golden Time 1 (ゴールデンタイム1: 春にしてブラックアウト, Золотая пора 1: Весна потерявшего память) ISBN 978-4-04-868878-9 (10 сентября 2010)
  - Golden Time 2 (ゴールデンタイム2: 答はYES, Золотая пора 2: Ответ «ДА»!) ISBN 978-4-04-870381-9 (10 марта 2011)
  - Golden Time 3 (ゴールデンタイム3: 仮面舞踏会, Золотая пора 3: Бал-маскарад) ISBN 978-4-04-870735-0 (10 августа 2011)
  - Golden Time 4 (ゴールデンタイム4: 裏腹なるdon't look back, Золотая пора 4: Не оглядывайся) ISBN 978-4-04-886546-3 (10 марта 2012)
  - Golden Time 5 (ゴールデンタイム5: ONRYOの夏　日本の夏, Золотая пора 5: Призрак лета, японское лето) ISBN 978-4-04-886897-6 (10 сентября 2012)
  - Golden Time 6 (ゴールデンタイム6: この世のほかの思い出に, Золотая пора 6: Воспоминания других жизней)  ISBN 978-4-04-891557-1 (10 апреля 2013)
  - Golden Time 7 (ゴールデンタイム7: Я вернусь) ISBN 978-4-04-866059-4 (10 октября, 2013)
  - Golden Time 8 (ゴールデンタイム8 冬の旅: Зимнее путешествие) ISBN 978-4-04-866414-1 (10 марта 2014)

### Романы
- Я покажу вам разбитое место (яп. 砕け散るところを見せてあげる, I Will Show You A Broken Place) ISBN 978-4-10-180065-3 (26 мая 2016)
- Завтра оставь меня в покое ( яп. あしたはひとりにしてくれ, Tomorrow Leave Me Alone) ISBN 978-4-16-790731-0 (10 ноября 2016)
- Я зажгу всех вас (яп. おまえのすべてが燃え上がる,  I Will Ignite All Of You) ISBN 978-4-10-180097-4 (27 мая 2017)
- Ответьте мне, живые звёзды (яп. 応えろ生きてる星, Answer me, Living Stars) ISBN 978-4-16-790844-7 (9 ноября 2017)

### Манга
Серия «Наш Тамура-кун» (в сотрудничестве с художником-иллюстратором Сати Курафудзи)
Статус: публикация завершена.
- Watashitachi no Tamura-kun (публикация Dengeki Comic Gao! с 27 мая 2006 г. по 27 февраля 2008 г.)

Серия «ТораДора!» (в сотрудничестве с художником-иллюстратором Ясу)
Статус: публикация продолжается.
- Toradora! (публикация Dengeki Comic Gao!, Dengeki Daioh с 27 июля 2007 г.)

Серия «Evergreen» (в сотрудничестве с художником-иллюстратором Акирой Касукабэ)
Статус: публикация продолжается
- Evergreen (публикация Dengeki Daioh Genesis с 19 июля 2011 г.)[1]

Серия «Золотая пора (в сотрудничестве с художником-иллюстратором Юу Акинаси)
- Golden Time (публикация Dengeki Comics с 27 марта 2012 г.)[2]

Статус: публикация продолжается

### Сценарии
- Noel (сценарий для компьютерной игры) (9 сентября 2004 г.)
- Toradora! (сценарий к аниме-сериалу) (2008 г.)
- Golden Time Vivid Memories (яп. ゴールデンタイム Vivid Memories, редактура визуального романа) (27 марта 2014 г.)